# یاتسوکا، اوکایاما
یاتسوکا، اوکایاما (به لاتین: Yatsuka) یک منطقهٔ مسکونی در ژاپن است که در ناحیه چوگوکو واقع شده‌است. یاتسوکا ۲٬۹۴۶ نفر جمعیت دارد.

## نگارخانه

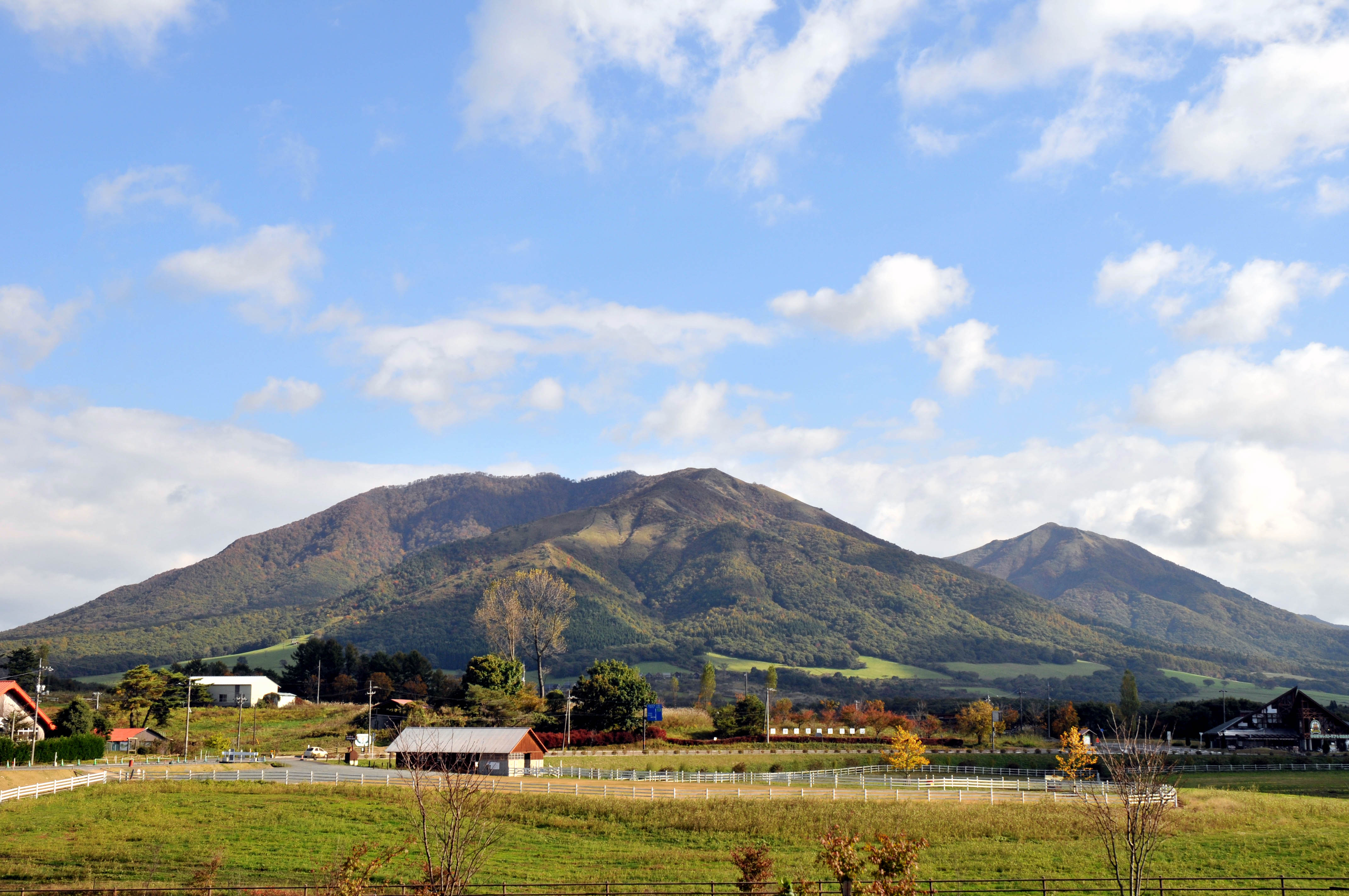
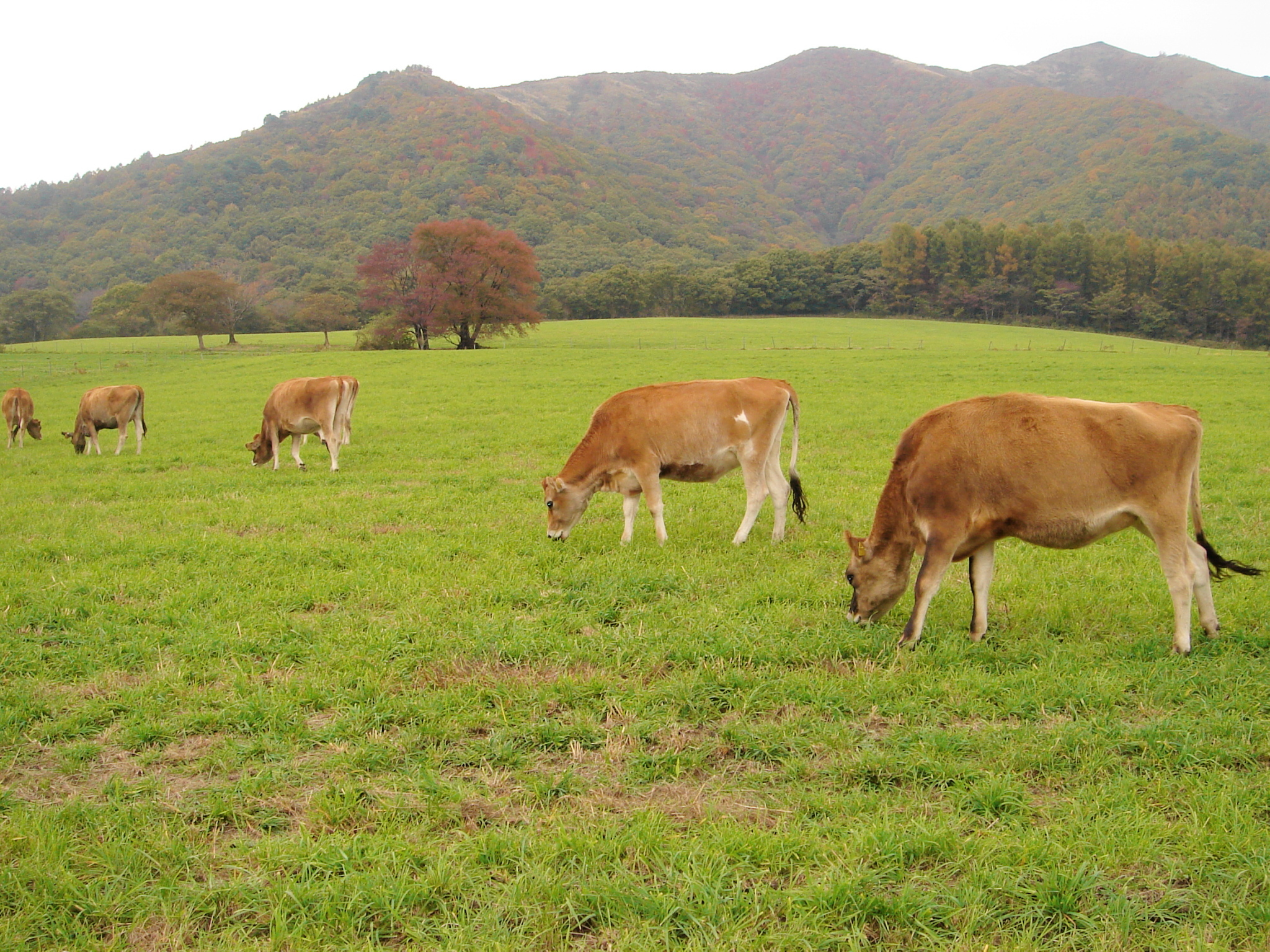